# Olympische Sommerspiele 2004/Teilnehmer (Gabun)
| Gelbes Symbol für Goldmedaillen mit stilisierten Olympischen Ringen | Graues Symbol für Silbermedaillen mit stilisierten Olympischen Ringen | Braundes Symbol für Bronzemedaillen mit stilisierten Olympischen Ringen |
| ------------------------------------------------------------------- | --------------------------------------------------------------------- | ----------------------------------------------------------------------- |
| —                                                                   | —                                                                     | —                                                                       |

Gabun nahm an den Olympischen Sommerspielen 2004 in der griechischen Hauptstadt Athen mit sechs Sportlern, zwei Frauen und vier Männern, teil.

## Teilnehmer nach Sportarten

### Boxen
- Petit Jesus Ngnitedem
Bantamgewicht (bis 54 kg) Männer: Qualifikation

- Taylor Mabika
Halbschwergewicht (bis 81 kg) Männer: Qualifikation

### Judo
- Mélanie Engoang
Halbschwergewicht (bis 78 kg) Frauen: Qualifikation

### Leichtathletik
- Wilfried Bingangoye
100 Meter Männer: Vorläufe

- Marlyse Nsourou
800 Meter Frauen: Vorläufe

### Taekwondo
- Claude Cardin Boulouchi Letola
DNS